# Saxdalens kapell

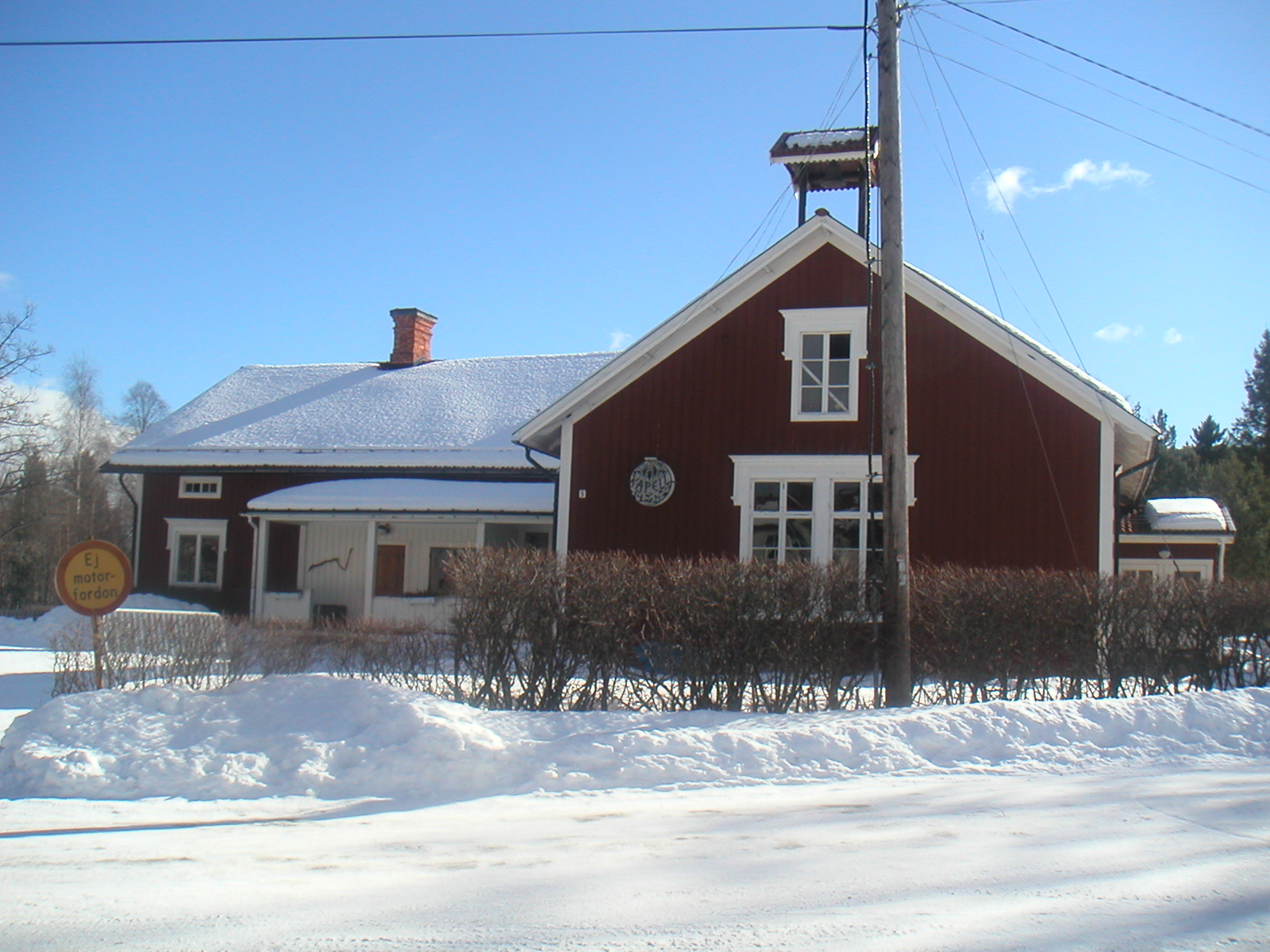
Saxdalens kapell

Saxdalens kapell i byn Saxdalen tillhör Gränge-Säfsnäs församling i Västerås stift. Byggnaden som kapellet är en del av byggdes 1902 och är belägen nära Saxdalens skola 15 kilometer söder om Grangärde kyrkby och 15 kilometer väster om Ludvika.

## Historik
Kapellet byggdes 1902 men kallades till att börja med "kyrksal". Byn hette på den tiden ännu Rävvåla. Befolkningen hade ökat dramatiskt i Rävvåla när gruvbrytningen i Långfallsgruvan hade startats. Därmed hade Rävvåla skola blivit för liten för det växande elevantalet. Orten var i behov av en ny skola. Skolutbildning hade från början varit socknens uppgift. Då det också var långt till moderkyrkan i Grangärde var tanken på att kombinera det nya skolbygget med att samtidigt också skapa ett kyrkorum inte långsökt.
Resultatet blev att den nya skolan i Rävvåla, som togs i bruk hästterminen 1902, också innehöll en kyrksal. Skolan hade två klassrum och det norra klassrummet blev utformat för att också kunna användas som gudstjänstrum. Det är oklart hur utformningen av rummet gjordes för att tjäna båda uppgifterna men rummet användes både som skolsal och som kyrksal. 
Rävvåla fick sin tredje skolbyggnad 1915 och all undervisning flyttades dit. Troligen inreddes kyrkorummet i 1902 års skolbyggnad då enbart som kyrksal. Ett altarbord placerades då vid kyrksalens södra vägg och en tavla med Leonordo da Vincis Nattvarden fungerade då som altartavla. Salen försågs med 12 enkla "bönhusbänkar", sex på vardera sidan av en mittgång. Salen fick också ett orgelharmonium med två manualer och pedaler. Det drevs av en manuellt pumpad luftbälg.
Kyrksalen renoverades första gången omkring 1927. Då ändrades orienteringen av kyrksalen så att koret fanns vid salens norra vägg. Kyrksalen användes också för föreläsningar. Då placerades en projektionsduk framför altaret om föreläsarna ville visa projicerade bilder. Gudstjänster hölls vid den här tiden ungefär varannan helg utom på sommaren. Alla skolavslutningar hade också högtidliga samlingar i kyrksalen.

## Saxdalens kapell

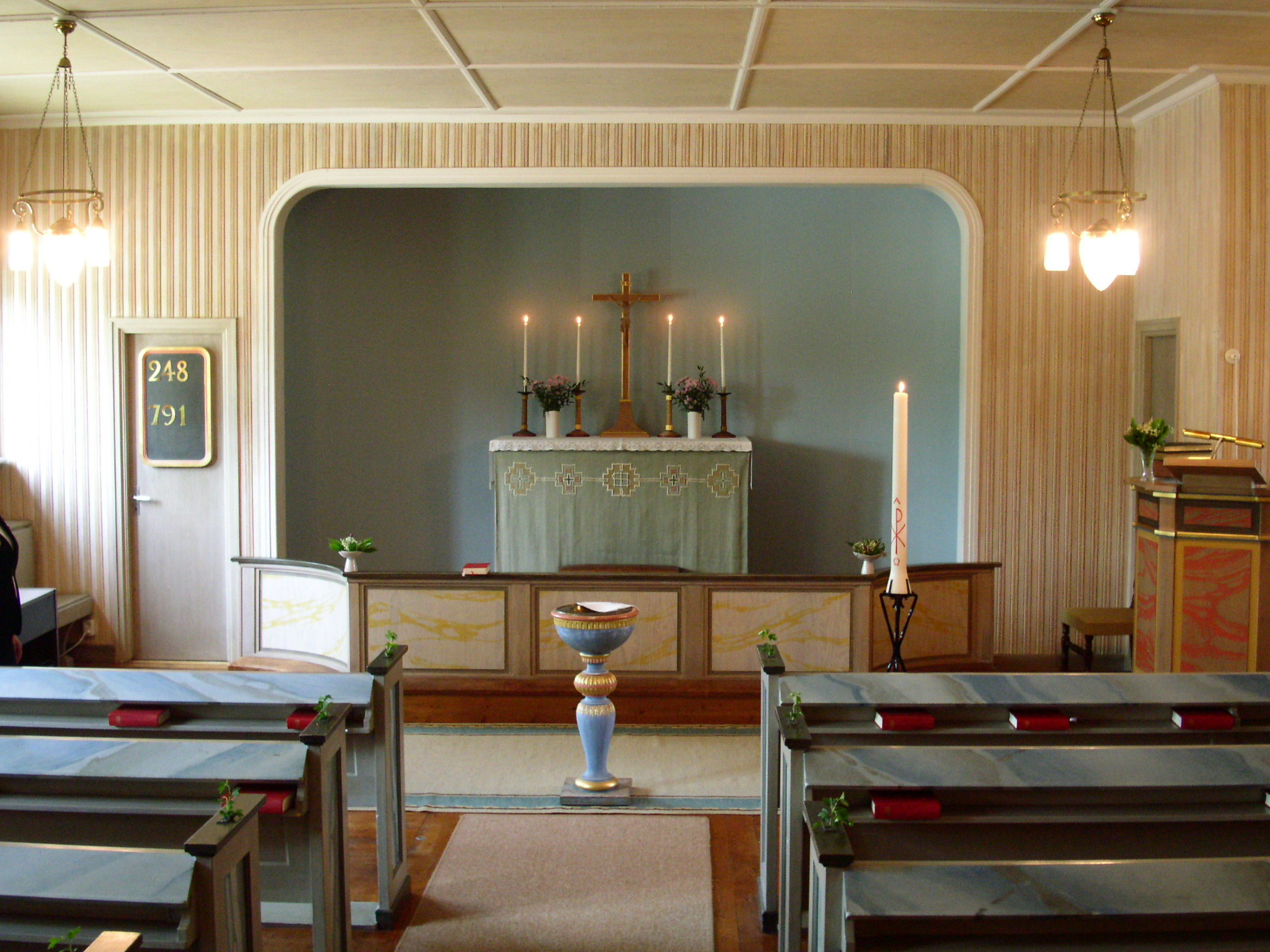
Interiör

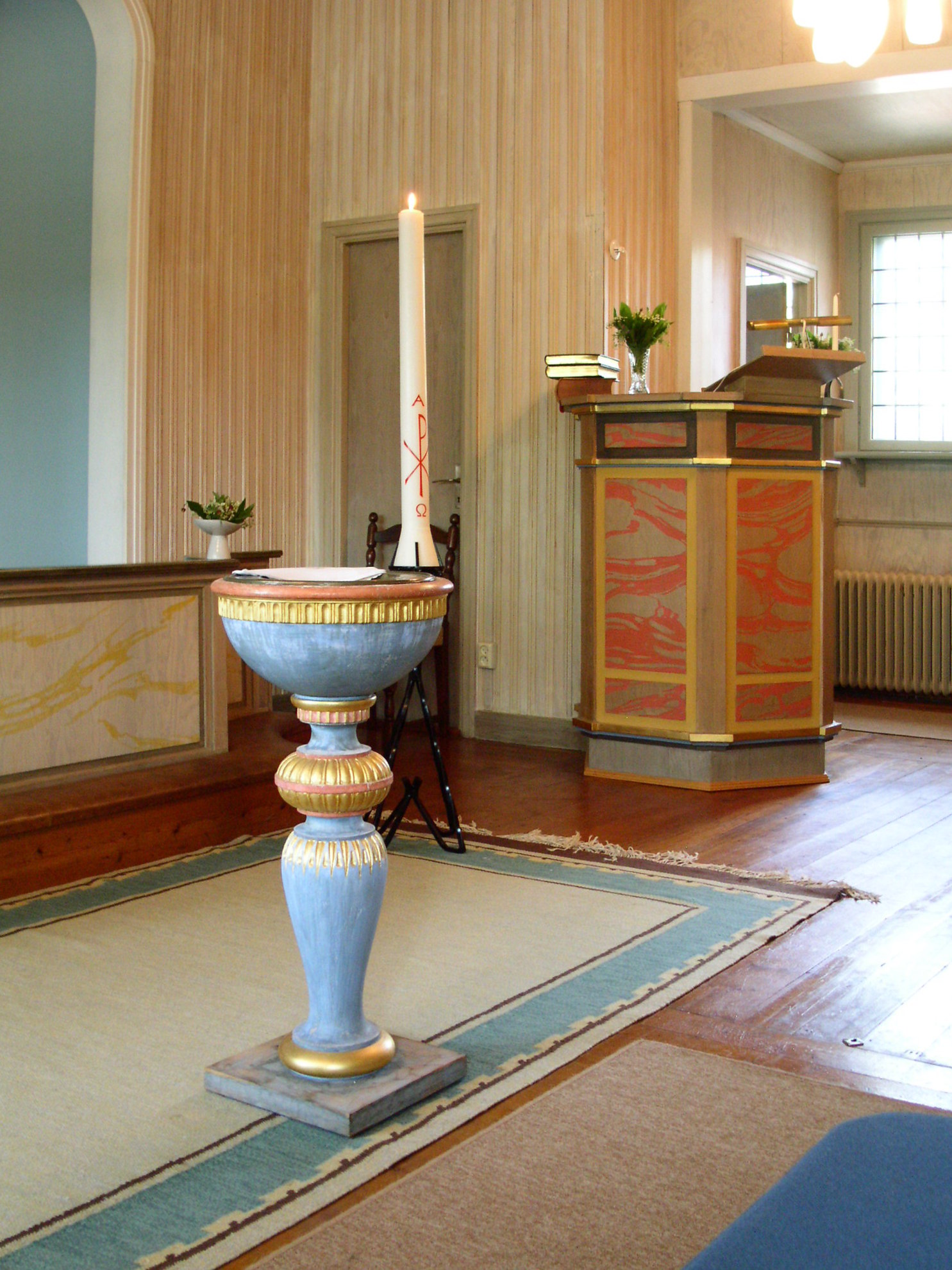
Dopfunt och predikstol

Tätorten Rävvåla bytte namn till Saxdalen 1948.[källa behövs] En stor renovering av kyrksalen gjordes sedan 1954. Det mesta i kyrksalen byttes då ut. Utformningen gjordes av en arkitekt och rummet fick en utpräglat kyrklig prägel. När invigningen efter restaureringen skedde den 29 augusti 1954 förrättades av kyrkoherde Kefas Brandt skulle benämningen nu ändras från kyrksal till kapell. Och eftersom Rävvåla hade bytt namn till Saxdalen har namnet på kyrkorummet därefter varit Saxdalens kapell. Av ekonomiska skäl kunde inte en önskad klockstapel byggas till invigningen men en billigare lösning valdes: En högtalare placerades på kapellets tak och en inspelning av kyrkklockorna i Grangärde kyrka kunde spelas upp genom högtalaranläggningen.
En ytterligare förbättring av kapellet skedde 1960. Då ersattes det gamla handpumpade orgelharmoniet med en modern piporgel. Orgelharmoniet blev då museiföremål på orgelläktaren i Grangärde kyrka. Förhoppningen att bygga en klockstapel bredvid kapellet föll av ekonomiska skäl men den gamla ljudanläggningen för uppspelning av den inspelade klockringningen i Grangärde kyrka blev alltmer sliten och till sist oanvändbar. Lösningen blev en "takstapel", en liten klockstapel på kapellets tak (jämför vällingklocka). Den byggdes med en fast klocka och en rörlig hammare och kan styras från kapellets elcentral. Den nya klockanläggningen invigdes 1994.
Grangärde församling tillhandahåller gudstjänst, dop, vigsel och musikkvällar i kapellet.